# Genevois (province)
Pour les articles homonymes, voir Genevois.
Le Genevois est une région naturelle et une province historique de la Savoie, située dans la partie occidentale du département de la Haute-Savoie. Sa capitale historique et économique est Genève, mais face au développement de la Réforme, les différents pouvoirs sont transférés progressivement vers la cité d'Annecy.
Ce territoire est successivement un pagus (Pagus Genevensis), un comté, une partie du bailliage du Chablais et du Genevois dans l'organisation territoriale du comté de Savoie après son acquisition, une terre d'apanage pour les princes de la maison de Savoie, un duché, et enfin une province administrative (de 1723 à 1860) du duché de Savoie.
Ses habitants sont appelés les Genevois.
Aujourd'hui le terme Genevois français est le nom donné officiellement par l'Administration française à l'agglomération urbaine française située autour de Genève. Le « Genevois français » et la province historique du « Genevois savoyard » ne couvrent pas la même zone géographique : c'est pourquoi les termes Genevois français et Genevois savoyard ne désignent pas la même chose et ne sont pas interchangeables. De même, la province historique du « Genevois » et le canton de Genève ont des aires géographiques totalement différentes. Le Genevois savoyard se situe actuellement en France.

## Géographie
| \| Albanais Aravis Pays de Faverges Les Bornes Lac d'Annecy Lac Léman Genève Annecy Saint-Julien- · en-Genevois Rumilly \| Les principales localités du Genevois. |
| Albanais Aravis Pays de Faverges Les Bornes Lac d'Annecy Lac Léman Genève Annecy Saint-Julien- · en-Genevois Rumilly                                              |

Au XIe siècle, le Genevois correspond en partie au comté de Genève, il comprend les territoires allant du lac du Bourget, à Faverges, aux vallées des Aravis, sur le plateau des Bornes, dans le pays de Vaud jusqu'à l'Aar. La famille comtale de Genève possède aussi des seigneuries dans le Grésivaudan et des terres en pays de Vaud. Il s'agit de la partie la moins montagneuse de la Haute-Savoie.
La province était bordée par l'éphémère province de Carouge au nord-ouest, la province du Faucigny au nord-est et la Savoie propre au sud-est et au sud-ouest.
Le Genevois au cours des XVe et XVIIIe siècles correspond en partie au comté de Genève, dont la cité de Genève et sa proche banlieue sont exclues, auquel sont adjoints les baronnies du Faucigny (vallée de l'Arve) et de Beaufort (vallée du Doron de Beaufort).

## Histoire

### Comté de Genève

Blason du comté de Genève : D'or à quatre points équipolé d'azur.

Le comté de Genève succède au pagus Genevensis dont l'existence est attestée dès l'époque du royaume des Burgondes, mais dont les limites sont si mal connues qu'elles ont conduit les historiens et les érudits de diverses époques à distinguer un pagus Genevensis major  dont l'étendue couvrait la totalité du diocèse de Genève, et un pagus Genevensis minor limité aux possessions des comtes de Genève.
Il parait mieux établi que Gérold de Genève, le premier personnage qui porte le titre de comte de Genève, au milieu du XIe siècle. Dix-sept de ses descendants règnent sur le comté de Genève.
Les possessions des comtes de Genève sont situées soit dans le diocèse de Genève, depuis le lac Léman jusqu'au Lac du Bourget, soit dans le Pays de Vaud, soit dans le pays de Gex, soit encore dans les actuels départements de l'Ain, de la Haute-Savoie et de la Savoie, sauf dans le Chablais et les Bauges. Une partie de leurs biens situés au nord duc lac Léman proviennent de l'héritage d'Ita (ou Ida) de Glâne qui épouse le comte Aymon de Genève, fils de Gérold,.
A Sion et à Lausanne, le roi de Bourgogne avait cédé à l'évêque les droits comtaux. Historiens et érudits ne sont parvenus à aucun consensus pour ce qui concerne Genève. Certains considèrent que l'évêque les détenait en tant que vassal immédiat du royaume de Bourgogne, d'autres pensent que les comtes de Genève en jouissait jusqu'en 1124. Les comtes possèdent, à Genève un château, dit de Bourg-de-Four, qui est destiné à matérialiser leur pouvoir face à celui des évêques qui résident plus tardivement au château de l'Île.
Les différends entre les comtes et les évêques de Genève portent sur les droits féodaux, la nomination des évêques, la frappe des monnaies. Après une longue série de conflits avec les évêques Humbert de Grammont et Ardutius de Faucigny, les comtes doivent reconnaître la prépondérance des évêques. Une non moins longue série d'accords sanctionnent cette reconnaissance : à Seyssel en 1124, à Saint-Simon en 1156, à Aix-les-Bains en 1184 et à Desingy en 1219.
Au XIIe siècle, le comte quitte Genève, ne gardant qu'une résidence, au profit du pouvoir de l'évêque, Humbert de Grammont, s'installant occasionnellement à La Roche, avant d'établir sa capitale politique à Annecy-le-Neuf (Annecy), au bord du lac. L'installation définitive date de 1219 avec l'installation des comtes dans le château, des ateliers monétaires.
Humbert de Villars hérite du comté à la mort, le 16 septembre 1394, du comte Robert de Genève qui règne, en tant que pape, à Avignon, sous le nom de Clément VII,. Son oncle Odon de Thoire-Villars lui succède après son décès qui survient le 23 septembre 1400. Le 5 août 1401, Odon de Thoire-Villars vend, pour 45 000 francs d'or, le comté de Genève  à Amédée VIII de Savoie,.

### Apanages du Genevois
En 1401, le comté de Genève est acquis par la maison de Savoie et devient un apanage pour leurs puînés.
Vers 1434, le territoire devient l'apanage éphémère, pour Philippe, fils du comte Amédée VIII de Savoie, qui porte le titre de « comte de Genève et de Genevois »,. Toutefois, il faut attendre 1439 pour voir son implication réelle dans la gestion de ces terres.
Le second apanage est créé pour Janus de Savoie, entre 1460 et 1491,. Ce dernier correspond à la partie du Genevois sans le mandement de Ternier, auquel a été ajouté le Faucigny, le Beaufortain, ainsi que les mandements de Faverges et d'Ugine.

### Duché de Genevois
L'apanage revient ensuite à une branche cadette de la maison de Savoie, les Savoie dit de Nemours, pour la période entre 1514 et 1659. Le comté de Genevois est érigé en duché en 1564 par Emmanuel-Philibert de Savoie. Marie-Jeanne Baptiste, (1644-1724), fille de Charles-Amédée de Savoie-Nemours, (1624-1652), devient duchesse de Savoie par son mariage avec son cousin Charles-Emmanuel II de Savoie, le 10 mai 1665. Le duché est réuni au duché de Savoie.
Au cours de la période suivante, de 1675 à 1713, le Genevois possède un statut particulier au sein des États de Savoie, avec à sa tête une assemblée de magistrat, appelé le Conseil de Genevois.

### Province du Genevois
Au XVIIIe siècle, Victor-Amédée II de Savoie met en place une nouvelle organisation administrative créant ainsi une intendance générale, reprenant l'ancien duché de Savoie, et cinq intendances de province. Ainsi la province du Genevois, avec Annecy comme centre, est composée de bailliages réunissant 153 paroisses, en 1723. Avec l'édit du 3 septembre 1749, la province connaît quelques modifications avec 14 nouvelles paroisses.
Lors de l'annexion du duché de Savoie par la Convention nationale en 1792, le Genevois intègre le nouveau département du Mont-Blanc et est réorganisée en district d'Annecy, composée de 15 cantons.
L'édit du 16 décembre 1816, à la suite du retour intégral du duché de Savoie dans la Maison de Savoie, un nouveau découpage est proposé par le souverain autour de neuf provinces. La province du Genevois ne possède plus que 74 communes, rassemblées dans 6 mandements : Annecy (29 communes) ; Duingt (14 communes) ; Faverges (7 communes) ; Talloires (8 communes) ; Thônes (8 communes) et Thorens-Sales (8 communes). Annecy reste le chef-lieu.
Deux ans plus tard, une nouvelle organisation territoriale apparaît. La division de Savoie, sous la juridiction du Sénat de Savoie, est divisée en 8 provinces dont celle du Genevois avec 7 mandements et 113 communes. Avec la suppression de la province de Carouge, dont une partie est attachée à la Suisse, deux mandements s'ajoutent à celui du Genevois. Les mandements sont : Albens (15 communes) ; Annecy (26 communes) ; Duingt (23 communes) ; Faverges (10 communes) ; Rumilly (10 communes) ; Thônes (9 communes) et Thorens-Sales (9 communes).
En 1837, une dernière modification est faite qui se maintiendra jusqu'en 1860, date de la disparition de la province qui s'intègre dans le département de la Haute-Savoie, à la suite du traité d'Annexion de la Savoie. La province du Genevois appartient alors à la division administrative d'Annecy, avec celle du Chablais et du Faucigny, composée de 7 mandements et 133 communes. Les mandements sont : Annecy (26 communes) ; Duingt (23 communes) ; Rumilly (20 communes) ; Saint-Julien (29 communes) ; Seyssel (17 communes) ; Thônes (9 communes) et Thorens-Sales (9 communes).

### Département de la Haute-Savoie
Lors de l'Annexion de la Savoie à la France en 1860, le duché de Savoie est divisé en deux départements de la Savoie et de la Haute-Savoie. La province du Genevois est intégrée dans le second. Il correspond aux arrondissements d'Annecy et de Saint-Julien-en-Genevois qui comporte une partie de l'ancienne province du Faucigny (partie septentrionale jusqu'à l'Arve),.

## Économie
- Agriculture (vignobles)
- Tourisme (sports lacustres, d'hiver, randonnée, musée)
- Industrie